# Famille von Grünenberg
La famille von Grünenberg est une famille noble éteinte du canton de Berne.

## Possessions
En 1378, les Kybourg-Berthoud hypothèquent Huttwil aux Grünenberg.
La famille possède la seigneurie de Buchsiten, composée de Kestenholz, Niederbuchsiten et Oberbuchsiten. Wilhelm von Grünenberg vend la seigneurie à Berne en 1416.
En 1432, Wilhelm von Grünenberg vend la seigneurie d'Aarwangen à la ville de Berne pour 8 400 florins du Rhin. Elle n'est composée à ce moment que d'Aarwangen, Bannwil, Graben, Berken et de la moitié de Bleienbach. Selon les sources, Gondiswil aurait déjà été partiellement vendue en 1432, ou au contraire serait restée entièrement aux mains des Grünenberg.
Wilhelm von Grünenberg et les héritiers de Johann des Grimmen conservent Melchnau, Gondiswil (partiellement ou non) et Madiswil, tandis que les héritiers de Johann des Grimmen possèdent seuls l'autre moitié de Bleienbach.
Hans Rudolf von Luternau, époux de la petite-fille de Johann des Grimmen, vend les droits de sa branche à Berne pour 3 000 florins du Rhin en 1480.

### Articles
- Franziska Hälg-Steffen (trad. Françoise Senger), « Grünenberg, von » dans le Dictionnaire historique de la Suisse en ligne, version du 2 septembre 2010.
- (de) Paul Kasser, « Geschichte des Amtes und des Schlosses Aarwangen », Archiv des Historischen Vereins des Kantons Bern, vol. 19,‎ 1908-1909, p. 57-111 (lire en ligne, consulté le 20 mars 2022)